# Lavinia Poku
Lavinia Poku (3 november 1992) is een Nederlands voetbalster die sinds 2012 speelt voor SC Telstar VVNH.

## Statistieken
| Seizoen | Club        | Land      | Competitie         | Wedstrijden | Doelpunten |
| ------- | ----------- | --------- | ------------------ | ----------- | ---------- |
| 2010/11 | Ter Leede   | Nederland | Hoofdklasse        | 1           | 1          |
| 2010/11 | Ter Leede 2 | Nederland | Eerste Klasse A    | 11          | 19         |
| 2011/12 | Ter Leede   | Nederland | Topklasse          | 13          | 19         |
| 2012/13 | Telstar     | Nederland | BeNe League Orange | 1           | 2          |

Laatste update 27 aug 2012 11:01 (CEST)